# High Voltage Festival
L’High Voltage era un festival che si svolgeva annualmente al Victoria Park di Londra (Inghilterra), che comprendeva artisti di diverse forme rock e metal. 
La prima edizione del festival è stata nel 2010, il 24 e 25 luglio.

## Edizioni

### 2010
| 24 luglio 2010                                                 |                                                                        |                                                                                       |
| Classic Rock stage                                             | Prog stage                                                             | Metal Hammer stage                                                                    |
| ZZ Top Heaven & Hell Foreigner Gary Moore The Answer The Union | Transatlantic Asia Zappa Plays Zappa Bigelf Focus Pendragon Touchstone | Black Label Society Saxon Cathedral Hammerfall Orange Goblin Black Spiders New Device |

| 25 luglio 2010 |                                                                                             |                                                            |
| Classic Rock stage                                                                                                   | Prog stage                                                                                  | Metal Hammer stage                                         |
| Emerson, Lake & Palmer Joe Elliott Down 'n' Outz Ian Hunter Joe Bonamassa Bachman-Turner Overdrive UFO The Quireboys | Marillion Argent Uriah Heep Magnum Martin Turner's Wishbone Ash Steve Hackett The Reasoning | Down Venom Opeth Clutch High on Fire Audrey Horne Lethargy |

### 2011
| 23 luglio                                                       |                               |                    |
| Classic Rock stage                                              | Prog stage                    | Metal Hammer stage |
| Judas Priest Thin Lizzy Queensrÿche slash feat. myles kennedy - | Neal Morse Anathema Caravan - | -                  |

| 24 luglio                                                                         |                                                                      |                    |
| Classic Rock stage                                                                | Prog stage                                                           | Metal Hammer stage |
| Dream Theater Black Country Communion Thunder Michael Schenker Group Saint Jude - | Jethro Tull Spock’s Beard Curved Air Mostly Autumn The Enid Pallas - | -                  |